# Юрга I
Юрга I — железнодорожная станция Кузбасского региона Западно-Сибирской железной дороги, расположенная на 3491 км главного хода Транссиба, в городе Юрге Кемеровской области.

## История
Населенный пункт Юрга значится с 1886 года, по данным Томского областного архива. От него идёт железнодорожная ветка на Кузбасс Юрга-1 — Топки. Вокзал станции Юрга был отстроен по типовому проекту в 1914 году. 
С 1942 года населённый пункт является посёлком, с 1949 года — городом. Торжественное открытие обновленной станции состоялось в 2010 году.

## Дальнее следование по станции
По графику 2021 года через станцию курсируют следующие поезда дальнего следования:

### Круглогодичное движение поездов
| № поезда    | Маршрут движения          | № поезда    | Маршрут движения              |
| ----------- | ------------------------- | ----------- | ----------------------------- |
| 1 «Россия»  | Владивосток — Москва      | 2 «Россия»  | Москва — Владивосток          |
| 3           | Пекин — Москва            | 4           | Москва — Пекин                |
| 5           | Улан-Батор — Москва       | 6           | Москва — Улан-Батор           |
| 7           | Владивосток — Новосибирск | 8           | Новосибирск — Владивосток     |
| 11          | Владивосток — Самара      | 12          | Самара — Владивосток          |
| 37 «Томич»  | Томск — Москва            | 38 «Томич»  | Москва — Томск                |
| 55 «Енисей» | Красноярск — Москва       | 56 «Енисей» | Москва — Красноярск           |
| 67          | Абакан — Москва           | 68          | Москва — Абакан               |
| 69          | Чита — Москва             | 70          | Москва — Чита                 |
| 75          | Нерюнгри — Москва         | 76          | Москва — Нерюнгри             |
| 81          | Улан-Удэ — Москва         | 82          | Москва — Улан-Удэ             |
| 91          | Северобайкальск — Москва  | 92          | Москва — Северобайкальск      |
| 97          | Тында — Кисловодск        | 98          | Кисловодск — Тында            |
| 99          | Владивосток — Москва      | 100         | Москва — Владивосток          |
| 105         | Красноярск — Новосибирск  | 106         | Новосибирск — Красноярск      |
| 111         | -                         | 112         | Новосибирск — Северобайкальск |
| 113         | Абакан — Новосибирск      | 114         | Новосибирск — Абакан          |
| 115         | Томск — Адлер             | 116         | Адлер — Томск                 |
| 127         | Красноярск — Адлер        | 128         | Адлер — Красноярск            |
| 129         | Красноярск — Анапа        | 130         | Анапа — Красноярск            |
| 141         | Томск — Новосибирск       | 142         | Новосибирск — Томск           |
| 363         | Томск — Караганды         | 364         | Караганды — Томск             |
| 391         | Томск — Риддер            | 392         | Риддер — Томск                |
| 601         | Томск — Бийск             | 602         | Бийск — Томск                 |
| 609         | Томск — Новокузнецк       | 610         | Новокузнецк — Томск           |

### Сезонное движение поездов

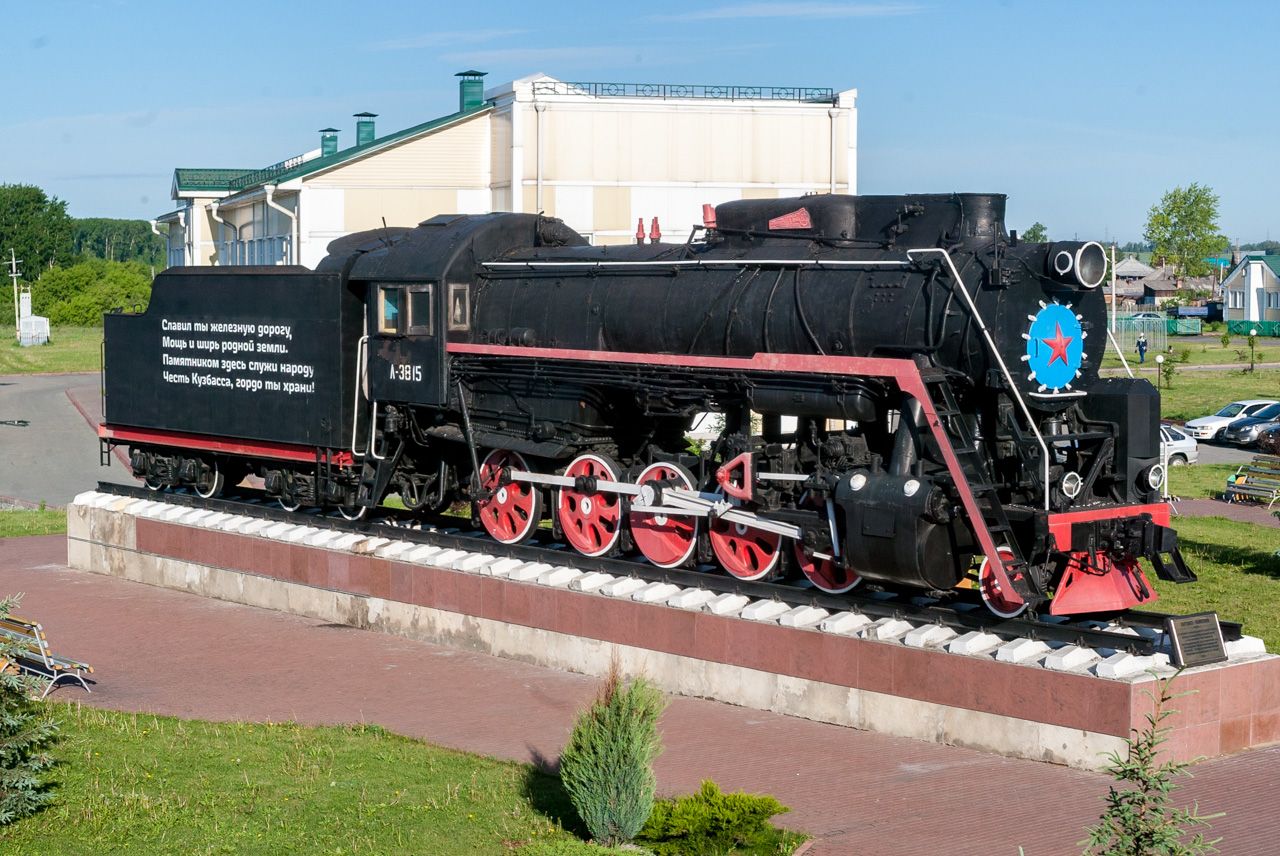
Памятник Паровоз Л-3815, установленный в 2010 году

| № поезда | Маршрут движения        | № поезда | Маршрут движения        |
| -------- | ----------------------- | -------- | ----------------------- |
| 203      | Томск — Анапа           | 204      | Анапа — Томск           |
| 205      | Иркутск — Анапа         | 206      | Анапа — Иркутск         |
| 229      | Северобайкальск — Анапа | 230      | Анапа — Северобайкальск |
| 235      | Тында — Анапа           | 236      | Анапа — Тында           |
| 241      | Иркутск — Адлер         | 242      | Адлер — Иркутск         |
| 269      | Чита — Адлер            | 270      | Адлер — Чита            |
| 273      | Северобайкальск — Адлер | 274      | Адлер — Северобайкальск |